# Les Alleux
Les Alleux je bývalá francouzská obec v departementu Ardensko v regionu Grand Est. V roce 2013 zde žilo 79 obyvatel.
K 1. lednu 2016 byla sloučena s obcemi Le Chesne a Louvergny do nově vzniklé obce Bairon-et-ses-Environs.

## Vývoj počtu obyvatel
Počet obyvatel